# Winny
Winny（ウィニー）とは、2002年に開発されたPeer to Peer（P2P）技術を応用したファイル共有ソフト、電子掲示板構築ソフト。
利用者に悪用され、著作権を無視してコピーされたファイルの送受信など、深刻な被害を引き起こしたほか、暴露ウイルスと呼ばれるコンピューターウイルスの媒介やそれに伴う個人情報や機密情報の流出、児童ポルノの流通、大量のデータ交換に伴うネットワークの混雑などの社会問題に発展し、安倍晋三内閣官房長官（当時）が会見で使用中止を呼びかけるまでに至ったほか、作者である金子勇自身が京都府警に著作権法違反の容疑で逮捕されるなどの騒動に発展した（Winny事件）。

## 概要
Winnyは東京大学大学院情報理工学系研究科助手（当時）の金子勇によって2002年に開発が始まった。当時すでにNapsterやWinMXなどのP2P型ファイル共有ソフトが存在し、著作権法に違反する違法なファイル交換が流行しており、逮捕者が相次いでいた。Napsterの運営会社もアメリカ連邦裁判所で、2001年に違法判決を受けていた。
この時期、金子は検閲が極めて困難な情報公開システムを目指すFreenetというP2Pシステムを手本にWinnyの開発を開始した。Freenetは情報がどこに保存されているのか、また、誰が情報の発信者であるのかを容易にわからないようにして、政府による情報の検閲・削除を不可能にしようと計画されていた。WinnyはFreenetの思想を受け継ぎ、情報発信者の追跡困難性と、通信の秘匿性、Winny利用の検知困難性を企図して設計された。
開発者とソフト名
金子は掲示板サイト2ちゃんねるのダウンロードソフト板に匿名で書き込みを行い、ユーザーとやりとりしながら開発を進めた。彼は最初の書き込み番号である「47」を名前として使用していたことから利用者からは「47氏」と呼ばれていた。
当時のダウンロードソフト板ではP2Pファイル共有ソフトのWinMXが著作権法に違反するファイル共有目的に広く使われており、新しい共有ソフトはその後継を目指すという意味合いを込めて、MXの2文字をアルファベット順にそれぞれ1文字ずつ進めたWinNY（後にWinny）がソフトの名前として決まった。
ユーザー数の変動
ACCSの実態調査では、2006年6月調査でWinMXを初めて凌駕して国内最多の利用者率（主に利用している人が33.3%）となり、ネットエージェントの報道によると、2006年4月時点でのユーザー数は44万人から53万人程度であるという。
後継となるP2P型ファイル共有ソフトの登場
Winny摘発後もShare、Perfect Dark等の後継となるP2P型ソフトウェアが登場して、著作権侵害に悪用された。

## 特徴
WinnyはFreenetほどにファイルを切り刻んでばら撒いたりはしないが、自分の接続している他のパソコンをファイル転送の中継として使うため、実際のファイルが保存されているパソコンがどこにあるのか知ることができない。中継しているパソコンはその中継は誰がリクエストしたものなのか知ることはできない。ハイブリッドP2PのWinMXやNapster、ピュアP2Pのgnutellaにおいては、ファイル検索後はファイル保存元へ直接接続を行う。
これに対し、ピュアP2Pの一種であるWinnyはファイルが中継される時はディスク内に保存されるが、キャッシュされているファイルが何なのか知ることができない。Winnyはこのような匿名性についてはFreenetと同様のモデルとなるが、Freenetと異なり独自にファイル検索機能を有するので、実際にはどんなファイルがキャッシュされているのか判定はできる。また、一度ネットワーク上にアップされたファイルは削除することが困難であるとされている。
Winnyは全体が停止することがなく、一度稼働を始めたネットワークは止めることができない。Winnyを利用開始するにはまず、中央サーバーにアクセスする代わりに、最初に接続するノードを手入力で設定し、Winnyのネットワークに参加する。接続できた他のクライアントから情報を得ることでネットワークに参加する。
ネットワークに接続後、Winnyは以下のような動作を行う。
- 通信の暗号化
- 転送機能
  - データを送受信する際に、一定の確率で複数のコンピュータを経由させるなどしてファイルの複製を拡散する機能。
- ファイルの暗号化
- クラスタ機能
  - 似たようなファイルを求めているノード同士をつなぎやすくするための機能。

加えて、Winnyは電子掲示板機能も備えている。電子掲示板機能では、スレッドを立てた者のコンピュータにスレッドの内容が集約・保存されるため、スレッド設置者のノードが停止している場合は、読み込みも書き込みも出来ない。また、スレッド所有者のクライアントに直接アクセスするため、スレッドの所有者のIPアドレスを容易に特定でき、匿名性は低い。後にWinny利用者が逮捕された事例では、この電子掲示板への書き込みがきっかけとなり、摘発に至っている。

### 暗号化通信と匿名性
Winnyは通信の暗号化に使う鍵を平文でやり取りしており、秘匿性が高いとは言えない。そのため、匿名性を向上させるために、Winnyの暗号化部分に改良を加えた「Winnyp」が匿名の開発者によって公開されている。金子自身は、暗号が解読されてしまったら、すぐに別のアルゴリズムに変えればよいと考えていたようである。
WinnyはピュアP2Pという特性上、暗号鍵の認証局を持つことができない。そのためWinnyでは公開鍵暗号が使われており、同時に固定の秘密鍵がWinny内部に内蔵されている。しかしデバッガを使えば、その秘密鍵を取り出すことができる。WinnyはRC4鍵を初期通信時に送っているため、リアルタイムで復号できるほどWinnyの暗号化は弱い。
開発・配布者自身も、通信内容やローカルに複製したファイルを暗号化したのは、プログラムが解析されてクラックが蔓延し、その結果ファイル共有の効率が低下するという事態を防ぐためであり、暗号がすべて解除されたからといって匿名性が失われるわけではないという趣旨の発言をしている。
それによると、Winnyは複製したファイル（Winny 用語でのキャッシュ）とUPフォルダ内のファイルが区別できない形でアップロードされるため、あるファイルを公開する者が一次配布者であるかは特定できないという。
さらに、こちらから見てアップロードしている者が単に他のノードから転送をしているだけである可能性も残されているため、WinnyBBSでスレッドの所有者が放流宣言をするなど確固たる根拠がない限り一次配布者を特定できない。

### 欠陥
Winnyのネットワーク上に情報が流出してしまった場合に、その情報を回収することは事実上不可能である。一般的なサーバー型のネットワークの場合、情報を公開しているサーバーを停止させれば大抵はそれ以上の流出を抑えることができるのに比べて、大きな欠点であった。
元カーネギーメロン大学日本校教授（現・慶應義塾大学教授）の武田圭史は、Winnyの仕様自体が無責任なファイルの拡散を促進するよう設計されているため、漏洩情報の拡散防止などの情報セキュリティの要求とは相入れないとし、こういったソフトウェアの存在自体が情報漏洩に関するセキュリティホールになっていると問題点を指摘した。
Winnyが当初掲げていた匿名性についても、2003年11月に多数の音楽ファイルや映画ファイルを違法に公開したとして複数の利用者が逮捕されるなど、発信者の追跡はそれほど困難でなかった可能性があり、暗号が簡単に破れることや、Winnyの動作も簡単に検出できることから、通信の秘匿性や検知困難性も実際には実現されていなかった可能性が指摘されている。
また、Winnyには通信処理にバッファオーバーフローの脆弱性があり、独立行政法人情報処理推進機構（IPA）は注意喚起を行なっていた。
川上量生（ドワンゴ創業者）は「Winnyを革新的な技術だったと思っている人、本当に多いなあ。エンジニアでそんなこと言っている奴がいたら、コードは書けたとしても負荷計算とかできない人なので、システム設計とか、データベース設計任せたら、絶対、ダメです」と話している

## 違法性
WinnyをはじめとするP2Pファイル共有ネットワークは、児童ポルノや著作権侵害にあたる映像・音楽の無許諾コピーなど違法流通の温床として問題視されてきた。WWWなどのクライアント・サーバー・システムの場合、データを発信するサーバーの運営者を特定すれば、違法なファイルの送信を容易に取締ることが可能だが、P2Pネットワークの場合は個々のファイルのコントロールの権限が個々の利用者にあるわけではないので取り締まりが難しく、さらに既存の法理論では開発者・運営者の法的責任を問うことが困難であった。一度ネットワークに公開された情報は容易に削除できないことから、名誉毀損やプライバシー侵害にあたる情報の流出も問題視された。検閲を回避するための設計が、実際には道徳的な問題や権利侵害の可能性を孕んだのである。
実際、従来使用されていたWinMXに比較して強化されたWinnyの匿名性は、著作権法・わいせつ物頒布罪・児童ポルノ規制法・個人情報保護法などに抵触する違法なファイル交換を行う場合に好都合なものであったため、利用者数は急速に拡大していった。
当時の日本の著作権法では、ファイルの発信者のみが公衆送信権・送信可能化権の侵害に問われることから、開発者の意図がどうであれ、Winnyの匿名性は著作権侵害の主体を隠すことにつながった。金子がWinnyを最初に公開したのは「2ちゃんねる」のダウンロードソフト板であり、そこではWinMXなどのP2Pソフトが著作権侵害ファイルの流通用に普及していた。金子本人もWinny使用が著作権侵害に繋がることを認知しており、自身はダウンロード専用の特製Winnyを使用しており、直接的な著作権法違反となるアップロードはしておらず、警察は摘発逃れを謀っていたと疑った。
防衛大学校助教授の中村康弘は開発者の金子勇は著作権違反行為を意図する者の要望に応える形でWinnyの開発を行ったように見えると述べている。その理由としてFreenetのプロトコルにWinMXの転送効率の良さを加味する設計の良し悪しを検討するならば、「2ちゃんねる」ではなく、Freenetのプロジェクトで実験を行うのが適切なはずであるからと論じた。
違法アップロードが蔓延していたWinny公開当時のネットの空気感については、ドワンゴ創業者の川上量生が以下のように語っている。
「Winny問題のややこしいところは、事件当時の空気感は現在とだいぶ違うところがいくつかあって、そもそもソフトウェアに著作権があるのがおかしいと思っている人が、いまよりも多かった。とくにインターネットのエンジニア界隈ではむしろ主流派だった。
これはインターネットの主要技術が商用ソフトウェアに反発して、みんなで開発して無料で共有するというオープンソフトウェア文化に支えられていたことが原因です。なのでコンテンツだって無料でコピーされて当然だろという空気がネットのコアユーザほど支配的だったんですよね。
それといまよりもさらに警察など司法がインターネットの技術なんてまったく分かるわけがないしという思い込み（たぶん当時はかなり正しい）がネット全体にあって、司法にインターネットのことを決めさせたくない、彼らにそんな資格はないという空気がありました。
なので、みんな当時から、金子氏が意図的に違法コピーをしやすくするソフトを作っていたことなんて百も承知だったと思いますが、それがなんで罪なんだとおもって金子さんに味方をしたということだと思います。そもそもソフトウェアのコピーに金をとるのがおかしいとみんな思っていた。単なるデータじゃん、ってかんじ。
ネットが著作権を守らないとダメという空気に変わったのは、ニコ動登場以降で、ネットユーザーがボカロなどのコンテンツをつくりはじめてからです。
それまでは着うたの違法ダウンロードサイト使うのもあたりまえで批判するひともほとんど世の中にいなかった。漫画村事件のときとは全然違っていた。
つまりネットの”仲間”がコンテンツホルダーになってから著作権を守ろうという空気が生まれたんです。こういうのって時代が変わるとみんな忘れちゃうんですよ」。
| 年   | 月 | 出来事                                                                                               |
| ---- | -- | --- |
| 1999 | 1  | アメリカでNapsterのサービス開始                                                                      |
|      | 12 | RIAAがNapster社に対して著作権侵害訴訟を提起                                                          |
| 2000 | 3  | Gnutellaが公開される。Freenetプロジェクトが開始する。                                                |
|      | 5  | 連邦地裁でNapsterに対して著作権のある楽曲データの掲載停止命令                                        |
|      | 9  | ファイル交換サービスのKazaaが開始、同月「Grokster」もサービス開始                                    |
| 2001 | 2  | Napster社が連邦控訴裁で敗訴                                                                          |
|      | 7  | Napster社がファイル交換サービスを停止する                                                            |
|      | 10 | MPAAとRIAAがKazaaの提供会社を提訴                                                                    |
|      | 11 | 日本MMOがファイルローグのサービスを開始、同月WinMXで商用ソフトを配布した男が逮捕される               |
| 2002 | 1  | 国内レコード会社19社とJASRACが日本MMOへ民事訴訟を提起                                                |
|      | 3  | WinMXでわいせつ画像を公開した男が逮捕される                                                          |
|      | 4  | ファイルローグのサービス停止                                                                         |
|      | 5  | Winnyが2ちゃんねるのダウンロードソフト板で公開される                                                 |
| 2003 | 4  | 連邦地裁でGroksterの違法性を認めない判決が下される                                                   |
|      | 5  | Winny2が公開される                                                                                   |
|      | 9  | RIAAは著作権侵害でP2P型ファイル交換ソフトの利用者261人を提訴した                                     |
|      | 11 | Winnyで初の逮捕者                                                                                    |
| 2004 | 1  | RIAA、対象者を特定しないままP2P型ファイル交換ソフトの利用者532人の著作権侵害を提訴                   |
|      | 3  | 国際レコード産業連盟（IFPD）は欧州を中心に247人のP2P型ファイル交換ソフトのユーザーを著作権侵害で提訴 |
|      | 5  | Winny開発者の金子勇が逮捕される                                                                      |
| 2005 | 3  | 東京高裁でファイルローグの違法性を認める判決                                                         |
|      | 6  | 連邦最高裁でGroksterの逆転敗訴                                                                       |
|      | 11 | 連邦最高裁判決を受けてGroksterのサービス停止                                                         |
| 2006 | 7  | Kazaaの運営会社はレコード業界側に1億1500万ドルを支払うことで和解                                     |

## 児童ポルノの流通
Winnyでは大量の児童ポルノが流通しており、Winnyの性質から一度ネットワークに放流されたファイルの削除は困難であるため、深刻な被害の再生産に繋がった。2005年9月に小学生の女児らをターゲットにした157本の児童ポルノ動画の販売で大阪府在住の50代男が逮捕された事件では、同年3月に逮捕された別の男が製作し、Winnyネットワーク上に残存していた映像が再利用された。弁護士の奥村徹は「販売されている児童ポルノの多くが、Winnyを使って入手した映像をもとにしており、『新作』は次々流通する。映像が出た女児らの名誉は永久に回復できない」と語った。

## 情報流出

### 概要
2004年3月ごろより、Winnyを利用していたパソコンがWinnyなどで入手したファイルを閲覧したことにより、コンピュータウイルスの一種ともいえるワームに感染する事例が頻発し、その結果、そのパソコン内に保存されていた本来公開されてはならないファイルが、Winnyのネットワーク上に流出するという事件が多発した。
このワームは特に「暴露ウイルス」と言われ、流出したものとしては、一般企業の業務データ、個人のチャットログや電子メールデータなど様々なものがある。
これらのウイルスは「お宝画像（数行にわたる長い空白）.exe」など、一見するとウイルスに見えないような細工をした上で、他のファイルに紛れ込ませてネットワーク上に放流された。一般にWinnyのユーザーは大量のファイルをダウンロードしクリックすることに慣れているためか、かなりの確率でこのような単純な罠にひっかかってしまったのである。また、Winny等のファイル共有ソフトによる情報漏洩事故は日本特有の現象であり、それはWinnyには固有のセキュリティ上の欠陥が多く、ユーザーの大半が日本人であったからである。
ワームはユーザーのデスクトップなどに存在するデータを勝手に共有し、感染者が気づかぬうちにWinnyのネットワーク上に流出させる。これは特定のフォルダ（「マイドキュメント」など）や特定の拡張子（*.jpgや*.docなど）を検索して、これらから作成した複製やアーカイブ（書庫ファイル）をWinnyのアップロード機能を使って共有ファイルに指定する。感染者に気づかれ難いこともあり、事件の発覚が遅れ、漏洩した情報回収のめどが立たなくなるケースが跡を絶たない。
ワームのひとつ山田オルタナティブには、パソコン自体をHTTPサーバとして立ち上げ、パソコンに保存されているデータすべてをインターネットを通じて世界中に公開してしまい、なおかつワームに感染した者同士をHTTPリンクで相互接続する機能が付加されている。

### 被害実態
ワームの被害は民間企業や個人だけにとどまらず、警察、陸上自衛隊、海上自衛隊、航空自衛隊（のちに防衛庁はWinny対策の為に、新しくパーソナルコンピュータを調達し、40億円の費用を賄うこととなった）、日本郵政公社、刑務所、裁判所、日本の原子力発電関連施設、一部の地方公共団体など官公庁でも流出事件が続発した。2006年3月には当時の安倍晋三官房長官が広く国民に対してWinnyの利用を自粛するように呼びかけた。政府関係者が特定のソフトウェアに名指しで利用自粛を訴えるのは異例のことであり、それほどまでに重大なレベルの社会問題になっていたことの証明である。また、嫌がらせのために、個人情報を盗み出して故意にWinnyに流出させるという手口も発覚した。
組織の情報セキュリティの観点からはWinnyは悪夢のような存在だった。従来型のWinMXは通信ポート番号が固定されているため、特定のポートを遮断すれば組織内での利用を防ぐことができたのであるが、Winnyはランダムで番号が割り当てられていたため対処が困難であった。また、通常の組織内ネットワークではファイアウォールの設定で外部にファイルを公開するサーバーとしての通信を遮断する設定がなされているが、Winnyではこれを回避する手段も実装されていた。
相次ぐ情報流出の被害から、職員にWinnyを使用しない誓約書の提出を求める事例もあり、北海道警はWinnyの禁止に加えて、公用のパソコンや外部記録媒体を庁外に持ち出すことや、私物パソコンで機密情報を扱うことを禁止した。
本人が使用せずとも家族が利用したWinnyで被害に遭い、情報流出の責任を問われた銀行員が失業して家庭崩壊に至った例もあったとされたほか、プライベートに関わる写真やセンシティブな個人情報が消せなくなるなどの人権侵害が起きていた。
また、ウイルスバスターなどのコンピュータウイルス対策ソフトを提供しているトレンドマイクロからも、社員がAntinnyに感染しWinnyへ個人情報を流出させる事故を発生し、住民基本台帳ネットワークに関する情報（パスワード・使用手順）も流出していたことが確認された。
ひとたびWinnyで流出した情報は、キャッシュを保持するコンピュータが存在する限り、継続的にWinnyのネットワーク上に留まり続けることが分かっており、それらのデータを削除することは、Winny利用者の全端末のデータをすべて削除しない限り永久に不可能である。
また、Winny経由でウイルス感染したコンピュータが意図せずサイバー攻撃に使用される事例もあり、デジタル著作物の権利を保護する社団法人「コンピュータソフトウェア著作権協会」は2004年3月から約110日間にわたりDoS攻撃の被害を受け、連日サーバーがダウンしてURLの変更を余儀なくされた。

#### Winnyに関連した情報流出事件の例
2005年
- 経済産業省原子力安全・保安院の保安検査官事務所の職員が管理する原発関連文章5点が流出。東京電力柏崎刈羽原発など4原発に関わる文章だった[34]。
- 北海道電力泊原発や九州電力川内原発などの機密情報が三菱電機子会社社員のパソコンから大量に流出した。定期修繕工事の手順書や配管図などの詳細なデータが含まれ、テロ対策の観点から懸念が寄せられた[35]。
- 日本航空の乗務員のパソコンから、羽田空港や成田空港などの空港制限区域内に入るための暗証番号などの機密情報が流出した[36]。
- 関西電力社員のパソコンから原子力関連の資料が大量に流出[37]。

2006年
- 海上自衛隊の内部文章がWinny経由で流出、その中には「海上自衛隊演習」の詳細を記載した文章も含まれていた[18]。
- ボーダフォンが携帯電話の基地局を設置する際に借用していた、計634人の地権者の住所と氏名がWinny経由で流出[18]。
- 朝日新聞が2003年から2005年の夏の高校野球の開催期間中にアルバイトとして雇用していた大学生約170人分の住所氏名等の個人情報がWinny経由で流出[18]。
- 米軍三沢基地の建物補修等の工事を請け負った工事業者従業員の個人情報や作業日報がWinny経由で流出[18]。
- 北海道武蔵女子短期大学の受験者全1051人の個人情報（氏名、合否結果など）が、入試システムの構築を委託していた業者の社員の私用パソコンからWinny経由で流出した[18]。
- Antinny経由でKDDI社員186人の名簿や情報システムの仕様書の一部が社員の私用パソコンから流出[18]。
- 斜里町役場で男性職員のパソコンからWinny経由で個人情報を含む1813件の情報流出[18]。
- 斜里町役場で男性職員のパソコンからWinny経由で住基ネットの接続パスワードなどが流出[18]。
- 「Yahoo! Japan」の仮想商店街の出店企業情報3169件が委託先企業からWinny経由で流出[18]。
- 「Yahoo! Japan」の仮想商店街に出店する店舗から8223件の顧客の個人情報（住所、氏名、生年月日など）がWinny経由で流出[18]。

2007年
- 東大病院の医師が自宅の私用パソコンから約十年前に作成した患者のカルテなど150人分の個人情報を漏洩させる[2]
- 毎日新聞販売店の店主の私用パソコンから数十件の顧客の個人情報や接客マニュアルなどが漏洩[2]
- 山梨県警巡査長の私物PCから、犯罪被害者など約610人分の個人情報を含む捜査情報が流出[2]。
- NHKの番組制作委託先社員の私物パソコンから、約130人分の個人情報を含む取材情報が流出[2]。
- 東京国税局職員の私物PCから職場から持ち出した約400人分の納税者の個人情報が流出[2]。
- 三井生命の業務委託先社員の私物PCより、職場から持ち出した企業年金の顧客など1501人分の個人情報が流出[2]。
- 大塚商会社員の私物PCから、有力見込先として市販の企業データなどから収集した5488社分の企業情報が流出した[2]。

2009年
- 東京都立墨東病院の事務職員のPCから、患者の氏名、年齢、性別、疾患名等271人分を含む、640人分以上の個人情報が流出[38]。

### 対応
マイクロソフトは、2005年10月のWindows Updateプログラムの中にWinnyのウイルスを駆除できる「悪意のあるソフトウェアの削除ツール」を同梱した。マイクロソフトは、2005年11月に、1ヶ月間でこのWindows Updateにより20万件以上のウイルス除去に成功したと発表した。しかしながら、上記マイクロソフト配布の削除ツールは、当初Windows XP、2000にしか対応しなかった（後にWindows Vista、Windows 7、Windows 8、Windows 10にも対応）。そのため、Windows 2000より前の古いバージョンのWindowsではマイクロソフト製の対策ツールを使用して駆除することは出来ない。また、「Winny」を使っているユーザーのほとんどが日本人であるため、これらウイルスに感染するユーザーもまた日本人が大半となった。

### 情報漏洩を防ぐ
前述のようにWinnyを利用することにより自らが情報漏洩などの被害を受けることもある。このため、「確実な方法はWinnyを使用しないことである」という意見が内閣官房など各方面で呼びかけられた。IPAも、Winnyを導入しないことなどを対策として挙げている。
民間企業もさまざまなWinny対策のサービスの提供を開始し、日本IBMはWinny対策として、Winnyなどが起動すると自動的に検知して終了処理を行い、監視サーバーに報告するセキュリティ機能を提供していたほか、マイクロソフトの日本法人も、Winny関連のセキュリティの注意喚起を行っており、シマンテックもAntinnyウイルスの対策ツールを配布していた。

## プロバイダによる規制
Winnyでは匿名性を確保するためにデータをバケツリレー的に複数のノード間で転送していく、この設計ではリクエストを発行したピアから、データのアップロード元となるピアまでの間に複数のピアを余分に経由する。仮にn個のピアを中継する場合、「データの大きさ × n」分のデータ転送が余分に発生するため、ネットワークに負担を与えることになり、Winnyのデータ転送がネットワーク帯域のかなりの部分を占有することになった。
当時は多くのWinny利用者が大容量ファイルを長時間掛けて転送するため、帯域を圧迫し、一般ユーザーへの迷惑行為となっていた。このためWinnyの利用に対し、通信の量を制限するというプロバイダによる規制が広まった。また、通常のネットワーク通信であれば、決まったポート番号が使用されるが、Winnyは初期インストール時にランダムにポート番号が割り当てられ、通信も暗号化されていたため、Winnyの通信のみを分離して遮断することが困難であった。
2006年3月、大手プロバイダのぷららネットワークスは、Winnyの通信について完全遮断の方針を決定した。その理由について「相次ぐ個人情報や機密情報の流出を憂慮すべき事態と捉え、ユーザーが安心して利用できるネットワーク環境を提供することが通信事業者としての責務」と説明した。これ以前にもいくつかのプロバイダが、Winnyなどのファイル交換ソフトの利用者に連続かつ長時間にわたり回線容量をほぼ占有されてしまったことで、他の多くのユーザーの通信速度が低下するなどの通信クオリティの維持が困難になるなどのさまざまな不都合により、事前告知の有無を問わず、Winnyに対して部分的な規制を行っていた。ほかにもパナソニックネットワークサービシズは6月30日より、データ転送量（上り）が24時間当たり15ギガバイトを超える通信に対し、通信利用規制を実施することを発表。ダウンロードに関しては規制の対象外だった。
2006年5月、総務省はぷららが予定していたWinny規制について、「通信の秘密の侵害に抵触する可能性が高い」との見解を発表した。Winny特有の通信パターンを検出し、それに該当する通信を遮断するというものだったが、これが問題視された。これに対し通信量だけで判断し帯域を絞ることは問題視されなかった。なお、当時の総務省の一般的な見解としては、利用者の同意がない場合であっても「正当業務」「緊急避難」にあたるケースでは通信の秘密を侵害する行為であっても、「必要かつ相当な範囲内でも認められる」ともしており、ぷららは「Winnyの通信はデータ長やバイナリ・パターンで検知しており、あて先、送信元、データの中身はみていない。この行為が本当に通信の構成要素の保護に抵触するのか」と疑問を呈した。